# Verblijfsvergunning
Een verblijfsvergunning is een vergunning die iemand over het algemeen moet hebben om te wonen en te werken in een land waarvan de persoon geen staatsburger is.
De meeste landen leggen wettelijke beperkingen op aan buitenlanders die zich in hun land willen vestigen of willen werken. In deze gevallen moeten buitenlanders formeel een verzoek indienen. Als ze aan de wettelijk vereisten voldoen, dan krijgen ze een verblijfsvergunning voor bepaalde of onbepaalde duur.
Typische vereisten voor het verkrijgen van een verblijfsvergunning zijn:
- Men moet een geldige reden hebben om zich in het land in kwestie te vestigen, bijvoorbeeld gezinshereniging, huwelijk, studie, een baan of de status hebben van vluchteling die niet naar zijn eigen land kan terugkeren.
- Men moet bewijzen dat men genoeg financiële middelen heeft om in het land te wonen.
- Medisch goedgekeurd zijn.

Onderdanen van landen van de Europese Unie kunnen wonen en werken in andere landen in de Europese Unie zonder een verblijfsvergunning nodig te hebben. Verblijfsvergunningen gelden alleen in het land waar de vergunning is verleend, dat wil zeggen dat iemand die een verblijfsvergunning in Nederland heeft verkregen, zich niet in Duitsland mag vestigen.
Personen met een verblijfsvergunning hebben over het algemeen niet alle rechten van een staatsburger van het land waar ze verblijven.
- Ze mogen meestal niet stemmen of zich kandidaat stellen voor verkiezingen.
- Ze kunnen in veel gevallen niet als werknemer in dienst treden van de overheid.
- Een verblijfsvergunning kan worden uitgegeven met andere restricties met betrekking tot het verblijf. Een verblijfsvergunning kan bijvoorbeeld haar geldigheid verliezen als een student zijn studie beëindigt.
- Als ze veroordeeld worden voor een misdrijf kunnen ze het land worden uitgezet.

Nadat iemand een bepaalde tijd met een verblijfsvergunning in een land heeft gewoond is er vaak de mogelijkheid om zich te laten naturaliseren tot staatsburger van dat land.

## Naar land

### België
Er zijn verschillende soorten verblijfsvergunningen in België, gebaseerd op de persoonlijke situatie en de reden om in België te verblijven.
- Arbeidsvergunning: als men in België wil werken als buitenlandse loontrekkende (dus met een arbeidscontract). Zelfstandigen hebben een beroepskaart nodig om te mogen werken in België.
- Studentenvisum: als men in België wil studeren en er meer dan drie maanden wil verblijven. Er zijn twee soorten: één voor EU-studenten en één voor derdelandsstudenten.
- Gezinshereniging: als men zich wil herenigen met familieleden in België
- Investeerdersvisum: als men wil investeren in België.
- Asiel: als men in België bescherming zoekt vanwege vervolging of gevaar in zijn of haar thuisland.

Elke verblijfsvergunning heeft specifieke vereisten en criteria.
De aanvraag gebeurt normaal op de Belgische ambassade of het consulaat. Een verblijfsvergunning kan afhankelijk van de soort verschillende vormen aannemen: van een plastic kaart met biometrische gegevens tot een sticker in het paspoort of een ander officieel document dat men altijd bij zich moet dragen.

### Nederland
In Nederland is de Immigratie- en Naturalisatiedienst, de IND, van het ministerie van Justitie en Veiligheid belast met het uitvoeren van het vreemdelingenbeleid in Nederland en het uitgeven van verblijfsvergunningen. Om een verblijfsvergunning (VVR) aan te vragen moet de aanvrager in Nederland aanwezig zijn. Afhankelijk van het paspoort waarmee de aanvrager Nederland binnenreist, kan een inreisvisum (MVV) vereist zijn, dat bij een Nederlands consulaat of ambassade in het buitenland kan worden aangevraagd.
Buitenlanders (met uitzondering landen in de EER, Australië, Canada, Japan, Monaco, Nieuw-Zeeland, Vaticaanstad, Verenigde Staten van Amerika, Zuid-Korea en Zwitserland) die een verblijfsvergunning aanvragen, omdat ze een huwelijk of relatie willen aangaan met een Nederlander moeten eerst een inburgeringsexamen afleggen voor ze worden toegelaten.

#### Statushouder
Een asielzoeker wordt een statushouder met een asielstatus op het moment dat hem/haar door de IND een verblijfsvergunning wordt verleend. Het Centraal Orgaan opvang asielzoekers (COA) koppelt de vergunninghouder aan de gemeente, waarin hij/zij verblijft. De huisvesting is op dat moment een asielzoekerscentrum (AZC), waar ook afgewezen asielzoekers verblijven en die wachten op uitzetting uit Nederland. Na afgifte van de verblijfvergunning heeft de gemeente vervolgens de plicht om voor huisvesting in die gemeente te zorgen. Aan de asielstatus is een verblijfsvergunning gekoppeld voor maximaal 5 jaar. Daarna wordt deze vergunning meestal omgezet naar een vergunning voor onbepaalde tijd.

### Verenigde Staten

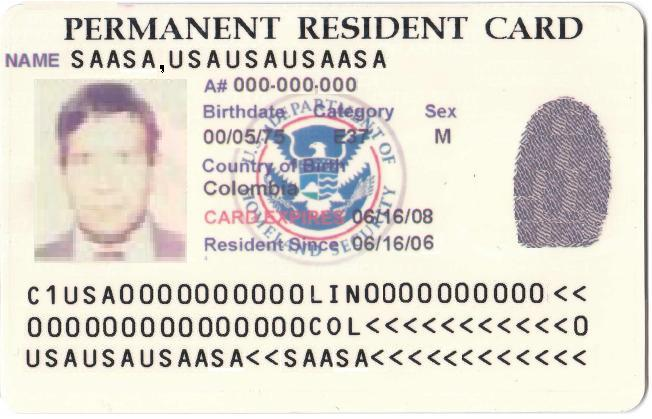
Groene kaart

De verblijfsvergunning in de Verenigde Staten heet officieel Permanent Resident Card, maar wordt doorgaans Green Card ("groene kaart") genoemd.
Verblijfsvergunningen werden vroeger toegekend door de Immigration and Naturalization Service (INS), maar sinds maart 2003 is het de verantwoordelijkheid van de United States Citizenship and Immigration Services (USCIS), dat deel uitmaakt van het Department of Homeland Security.
Immigratie naar de Verenigde Staten is wettelijk geregeld in de Immigration and Nationality Act (INA). Deze wet bepaalt dat een buitenlander zich alleen in de Verenigde Staten kan vestigen door middel van een van de volgende procedures:
- gesponsord door directe familieleden.
- als werknemer met speciale beroepskwalificaties, gesponsord door een Amerikaans bedrijf.
- als investeerder
- als gevolg van een loting van kandidaten die komen uit landen waaruit in de laatste vijf jaar minder dan 50.000 immigranten werden toegelaten. Het doel is een grotere diversiteit van immigranten te verkrijgen.

Verder zijn er procedures voor asielzoekers en vluchtelingen.
De aantallen toegelaten immigranten voor de meeste categorieën zijn aan quota onderhevig, waardoor immigranten vaak jaren moeten wachten voor ze toegelaten worden.